# Jakub Dymitrowski

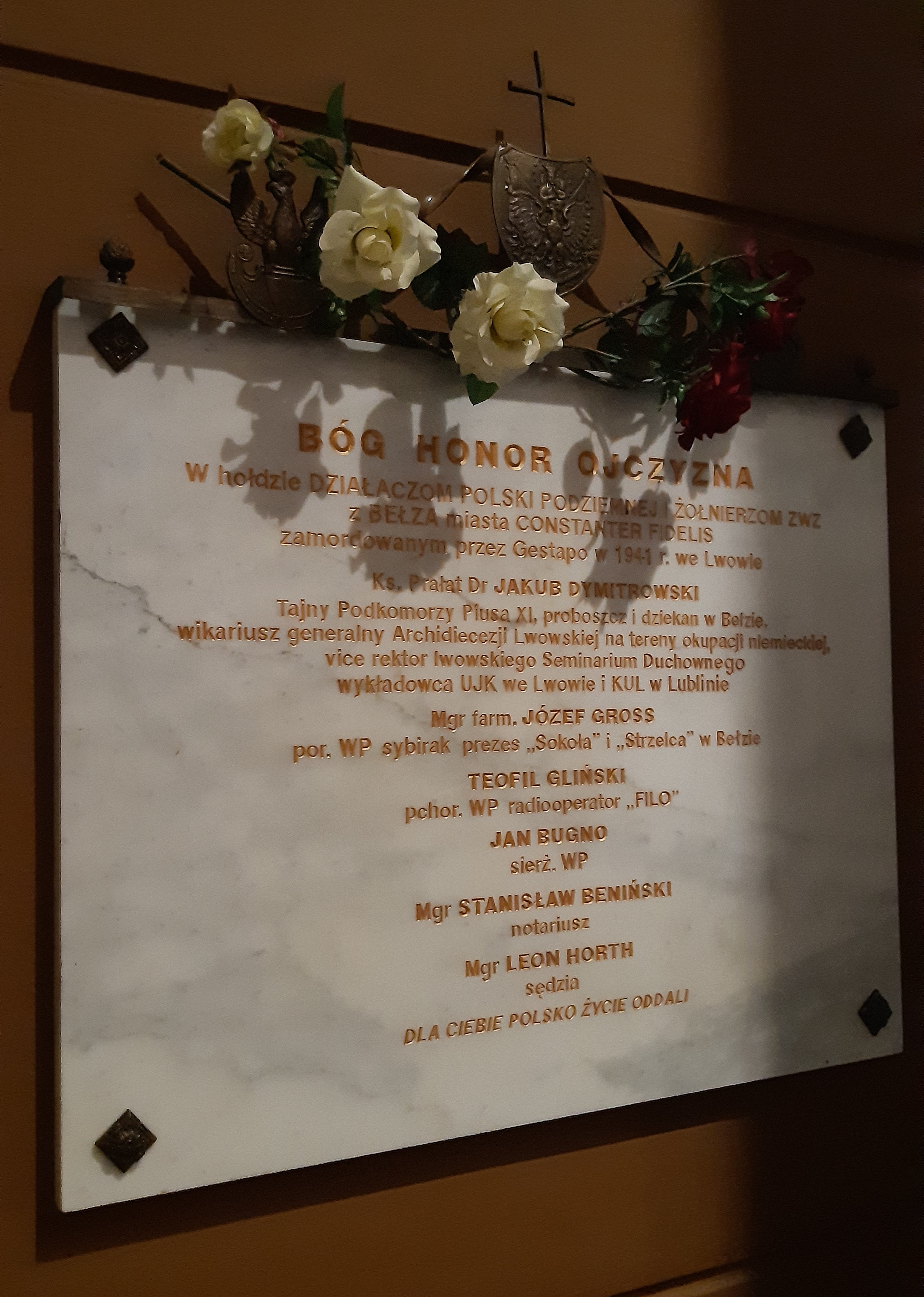
Tablica pamiątkowa ku czci ks. Jakuba Dymitrowskiego i jego towarzyszy walki z ZWZ w kościele św. Jadwigi Królowej w Krakowie

Jakub Dymitrowski (oryg. pisownia Jakób Dymitrowski, ur. 20 września 1886 w Wałowej, zm. w listopadzie 1941 we Lwowie) – polski duchowny rzymskokatolicki, prałat, dziekan bełski w latach 1925–1941, wicedyrektor Seminarium Duchownego Archidiecezji Lwowskiej, uczestnik polskiego ruchu oporu podczas II wojny światowej, stracony przez hitlerowców w 1941 r.

## Życiorys
Urodził się 20 września 1886 r. we wsi Wałowa na Bukowinie w bardzo religijnej polskiej rodzinie. Rodzicami byli Władysław Dymitrowski oraz Maria Dymitrowska z domu Dziwińska. Szkołę powszechną ukończył w Czerniowcach, tam też rozpoczął naukę w miejscowym Gimnazjum, którą kontynuował we Lwowie w II Gimnazjum z polskim językiem nauczania. Uzyskał maturę w 1906 r. i wtedy też wstąpił do Seminarium Duchownego Archidiecezji Lwowskiej, równocześnie ze studiami na Wydziale Teologii Uniwersytetu Franciszkańskiego we Lwowie. W 1909 r. uzyskał diakonat, a w 1912 r. przyjął święcenia kapłańskie z rąk metropolity lwowskiego Józefa Bilczewskiego.
Jego pierwszą placówką duszpasterską była wieś Sadygóra na rodzinnej Bukowinie, gdzie był również katechetą w polskiej szkole. Po kilkuletniej posłudze został przeniesiony do parafii św. Elżbiety we Lwowie. Podjął wtedy studia doktoranckie na Wydziale Teologicznym w Innsbrucku; po uzyskaniu dyplomu rozpoczął pracę jako katecheta w Szkole Realnej, późniejszym I Gimnazjum im. Mikołaja Kopernika. W latach 1918–1920 został powołany przez abpa Bilczewskiego na plenipotenta w dobrach ziemskich Archidiecezji Lwowskiej, a następnie na wicedyrektora lwowskiego Seminarium Duchownego. Po śmierci Bilczewskiego w 1923 r. ks. Dymitrowski objął parafię w Bełzie, a dwa lata później dekanat.
Jako proboszcz i dziekan bełski ks. Dymitrowski angażował się w działalność wielu katolickich stowarzyszeń, m.in. był asystentem kościelnym Katolickiego Związku Polek oraz Stowarzyszenia Młodzieży Polskiej. Odegrał decydującą rolę przy wykupie z rąk prywatnych dóbr ziemskich wokół kościoła Najświętszej Maryi Panny w Bełzie (tzw. kościoła na Zameczku), gdzie później wybudował kaplicę św. Walentyna oraz ołtarz polowy dla pielgrzymów. W 1932 r. poszedł na czele pielgrzymki z Bełza do Częstochowy, gdzie ofiarował ryngraf wykonany na jego zlecenie przez lwowskiego artystę Stanisława Batowskiego, upamiętniający 550. rocznicę przeniesienia obrazu Matki Bożej Bełskiej na Jasną Górę.
Po wybuchu II wojny światowej ks. Dymitrowski aktywnie angażował się w działalność polskiego podziemia, m.in. organizując pomoc dla uchodźców, którzy wyniku działań wojennych 1939 r. stracili swoje domostwa, a później skreślając najmłodszych mieszkańców Bełza z list przeznaczonych do wywózki na roboty do Rzeszy. Wraz z byłym wojskowym, hallerczykiem por. Józefem Grossem, saperem Wojska Polskiego sierż. Janem Bugno, radiotelegrafistą st. szer. Teofilem Glińskim, byłym sędzią Leonem Hortem oraz notariuszem Stanisławem Benińskim zawiązał na początku 1941 r. bełską komórkę ZWZ-u. Zorganizowała ona m.in. kanał przerzutowy do Lwowa i dalej do Europy Zachodniej dla polskich żołnierzy oraz oficerów, którzy po zakończonej kampanii wrześniowej nie poszli do niewoli i byli poszukiwani przez Niemców.
Grupa została rozpracowana przez Gestapo prawdopodobnie w wyniku donosu miejscowego Ukraińca. Pod koniec sierpnia 1941 r. ks. Dymitrowski został aresztowany przez kolaboracyjną ukraińską policję, która przekazała go Niemcom. Po długich torturach, według najbardziej prawdopodobnej wersji dziekan bełski został rozstrzelany wraz z innymi więźniami na dziedzińcu więzienia przy ul. Łęckiego we Lwowie w listopadzie 1941 r.

## Pamięć
Ks. Jakub Dymitrowski został upamiętniony na tablicy w kościele św. Jadwigi Królowej w Krakowie, odsłoniętej 27 września 1998 r. Jest też rokrocznie wymieniany w tekście lokalnej modlitwy za zmarłych w uroczystość Wszystkich Świętych w Ustrzykach Dolnych, dokąd po zmianie granic w 1951 r. zostało wysiedlonych wielu Polaków z Bełza i okolic.